# Quebrada Tenerife
Quebrada Tenerife es un arroyo intermitente cerca de Cerro El Viejo, Cerro Tenerife y Cerro El Guamal. Se encuentra en el estado Mérida en Venezuela. Toma su nombre de la isla de Tenerife (España).